# Melanie Purkiss
Melanie Purkiss (Reino Unido, 11 de marzo de 1979) es una atleta británica especializada en la prueba de 4x400 m, en la que consiguió ser medallista de bronce europea en pista cubierta en 2005.

## Carrera deportiva
En el Campeonato Europeo de Atletismo en Pista Cubierta de 2005 ganó la medalla de bronce en los relevos de 4x400 metros, con un tiempo de 3:29.81 segundos, tras Rusia y Polonia (plata).